# Adje (rapper)
Adje (Sloddervos), voorheen Ado'nis, artiestennaam van Julmar Simons (Amsterdam, 2 oktober 1982), is een Nederlandse rapper en acteur. Hij bracht verschillende albums uit en werd driemaal genomineerd voor een State Award; hij won de prijs in 2009. Hij schreef mee aan het theaterstuk Gestolen Tijd, waarmee hij jongeren ervan wil weerhouden de criminaliteit in te gaan.

## Biografie
Simons is van Curaçaose en Surinaamse afkomst en groeide op in de Bijlmermeer. Onder invloed van de muziek van Michael Jackson en later Snoop Dogg besloot hij om ook hiphop te maken. Aanvankelijk schreef hij Engelstalig maar nadat hij in contact kwam met de Tuindorp Hustler Click uit Amsterdam-Noord had hij Nederlandstalige verses op underground hits Zonder Berouw en Je Bakt Er Niks Van. Met de artiestennaam Ado'nis zette hij rond 2008 zijn eerste Nederlandstalige solowerk op het internet; in dat jaar kwam zijn eerste mixtape uit met de titel Who the f*ck is Ado'nis?. Verder brachten hij en zijn halfbroers Hef en Crooks nog de mixtape Boyz in de hood vol. 1 uit waarmee ze een State Award wonnen. Later wijzigde hij zijn artiestennaam in Adjedonnie en vervolgens simpelweg Adje.
In 2010 ging hij een langdurige en succesvolle samenwerking aan met producer Reverse. Samen namen ze verschillende mixtapes op en brachten ze met The Partysquad en Jayh de single Ik ga hard uit die de nummer 8-positie van de Top 100 bereikte, waarna ze een jaar later optraden tijdens het Noorderslag muziekfestival.
Ook werkte hij mee aan projecten van bevriende artiesten als The Opposites, Sef en Hef en vormde hij samen met Jowy Rose, CHO en Blake de SlodderVosGang, een verlengstuk van zijn Streetknowledge Music-label.
In het najaar van 2013 bracht hij zijn debuutalbum Vossig uit. Het album is volledig geproduceerd door Reverse en bevat een gastbijdrage van Jamaicaanse zanger en Grammy-winnaar Beenie Man en bereikte plaats 14 in de Album Top 100.
In augustus 2014 kwam het bericht dat Simons een celstraf van acht maanden uit moest zitten. De straf kwam voort uit een zaak die sinds 2008 sleepte en was hem opgelegd vanwege de invoer en handel in cocaïne. De rapper maakte zijn straf zelf publiekelijk bekend tijdens een optreden op het Encore Festival in Amsterdam. Terwijl hij in de gevangenis zat, schreef hij met twee andere gedetineerden een theaterstuk en film over de verleiding van het snelle geld. Met de voorstelling Gestolen Tijd trokken ze langs jeugdgevangenissen, buurthuizen en scholen.
Eind 2015 lag Adje aan de basis van de Straight Outta Control-ep; samen met Big2, CHO, Dio, Hef en Mani bracht hij ter gelegenheid van de gelijknamige film een project uit met een op westcoasthiphop/gangstarap geïnspireerde sound. In hetzelfde jaar trad hij samen met Jebroer op tijdens Pinkpop; de uitnodiging had hij in gevangenschap ontvangen.
In het voorjaar van 2016 vertolkte Adje de rol van Ken in de bioscoopfilm Fissa. Datzelfde jaar was KONINGS, een mixtape met CHO via het platform SoundCloud, zijn reintroductie in de Nederlandse hiphopscene na een tijd van relatieve afwezigheid en een opstapje naar een nieuwe reeks projecten: in 2017 bracht hij op Eskobeats zijn sophomore album uit en 2018 bracht lp's met Architrackz (Alles Groot) en Roselilah (BASE™).
In deze tijdspanne van 2 jaar levert hij bijdrages op hitsingles van The Partysquad (Plakken), Bizzey en Yung Felix (Doe Je Dans), Equalz (Op de weg) en $hirak (DM's) alsook op de albums van Josylvio, Nicole Bus, CHO, Vic9 en Idaly.
Eind 2017 heeft hij samen met Puri en Jhorrmountain met Coño een internationale hit die meer dan 80 miljoen YouTubeviews en 100 miljoen Spotifystreams opleverde.
Voor 2019 staan projecten met Sliscobars en een 'reünie' met Reverse geprogrammeerd. In het voorjaar van 2024 was hij te zien in de bioscoopfilm Scotoe.